# Adis Nurković
Adis Nurković (ur. 28 kwietnia 1986 w Velikiej Kladušy) – bośniacki piłkarz występujący na pozycji bramkarza w klubie NK Čelik Zenica.

## Kariera klubowa
Adis Nurković jest wychowankiem klubu NK Krajišnik. W 2001 roku przeszedł do NK Jedinstvo Bihać. 22 lutego 2003 roku zadebiutował w bośniackiej Premijer lidze w spotkaniu ze Zrinjski Mostar. NK Jedinstvo wygrało ten mecz 4:1. W spotkaniu tym nie mógł wystąpić pierwszy bramkarz zespołu Miralem Ibrahimović. Później Nurković występował w NK Jedinstvo, w zespołach juniorskich.
Przed sezonem 2005/2006 Nurković trafił do chorwackiego zespołu NK Slavonija, występującego wówczas w chorwackiej drugiej lidze. Tam regularnie występował w pierwszym składzie zespołu NK Slavonija. W barwach chorwackiego klubu rozegrał w sumie 23 spotkania w drugiej lidze.
Przed sezonem 2006/2007 Nurković przeszedł do występującego w bośniackiej drugiej klasie rozgrywkowej Prvej Lidze FBiH klubu FK Krajina Cazin. Tam również miał pewne miejsce w pierwszym składzie zespołu i wystąpił w 13 meczach ligowych pierwszej części sezonu. Nie zagrał tylko w meczach 9 i 10 kolejki z powodu kontuzji.
W styczniu 2007 roku Nurković podpisał kontrakt z zespołem z chorwackiej pierwszej ligi Cibalia Vinkovci. Spędził w nim pół roku, jednak nie rozegrał w jego barwach żadnego meczu ligowego.
Przed sezonem 2007/2008 Nurković trafił do bośniackiego zespołu NK Travnik, występującego w Premijer lidze. W sezonie 2010/2011 był zawodnikiem NK Slaven Belupo, a w 2011 roku przeszedł do NK Čelik Zenica.

## Kariera reprezentacyjna

### Reprezentacja U-21
We wrześniu 2005 roku Nurković pełnił rolę rezerwowego bramkarza w reprezentacji Bośni i Hercegowiny do lat 21, w meczach rundy eliminacyjnej Mistrzostw Europy U-21, z Belgią oraz Litwą. 1 sierpnia 2006 roku wystąpił w towarzyskim spotkaniu z reprezentacją Chorwacji. Na boisku pojawił się w 46 minucie meczu, zmieniając Jasmina Buricia. 24 maja 2008 roku wystąpił w pierwszym składzie reprezentacji Bośni i Hercegowiny do lat 21, w towarzyskim meczu z Rosją. Zagrał również pełne spotkanie w następnym towarzyskim meczu reprezentacji młodzieżowej z Chorwacją. We wrześniu zagrał w dwóch ostatnich meczach kończących eliminacje do Mistrzostw Europy U-21 dla reprezentacji Bośni i Hercegowiny, z reprezentacją Rumunii oraz Francji.

### Reprezentacja seniorska
11 lutego 2009 roku Nurković zagrał w towarzyskim meczu pierwszej reprezentacji Bośni i Hercegowiny z chorwackim zespołem NK Rijeka. Następnie został powołany przez trenera Miroslava Blaževicia na dwa mecze eliminacji do Mistrzostw Świata 2010 z reprezentacją Belgii. W obu spotkaniach Nurković pełnił funkcję rezerwowego bramkarza. Blažević powołał zawodnika również na następne towarzyskie spotkanie reprezentacji z Uzbekistanem. W tym meczu Nurković również był rezerwowym bramkarzem. 12 sierpnia zadebiutował w oficjalnym meczu reprezentacji Bośni i Hercegowiny z reprezentacją Iranu.